# くるりんスカッシュ!
くるりんスカッシュ！は、2004年10月14日に、任天堂から発売されたニンテンドー ゲームキューブ用ソフト。ジャンルはアクションゲーム。くるくるくるりんシリーズの3作目である。

## ストーリー
クルリンたち家族は、商店街でひいたくじびきが大当たりで、1等の「4カ国めぐり」にみんなで出かけていた。家族みんなで楽しんだけれど、うちに帰ってきてから、今ここにいるのがクルリン、カカーリン、トトーリンの3人だけだと気づいた。ほかの弟妹たちが１人もいない。そこで、クルリンは特殊ヘリコプター「ヘリリン」に乗って4カ国へ旅立つこととなった。
ステージ以外のキャラクターや背景は、ペープサートのように描かれている。

## ステージ
ステージは1つの国につき8ステージ存在する。8ステージ目はボス戦である。
スウィートアイランド
前半はトロピカルな世界、後半はおかしの世界を冒険する。
ステージ4、6、7、8では、ヘリリンの翼からパンチが出る、特殊ヘリリン「ヘリボカーン」を使う。
ナチュラルアイランド
前半は蝶の飛ぶ幻想的な場所、後半は川を冒険する。
ステージ3、5、7、8では、もぐったりういたりできる、特殊ヘリリン「ヘリバシャーン」を使う。
スノースケープ
雪の世界を冒険する。ステージ1、2、4、6では昼、ステージ3、5、7、8では夜となる。
また、ステージ3、5、7、8では、翼から炎を出すことができる、特殊ヘリリン「ヘリボーボ」を使う。
フューチャービジョン
前半は楽しい都会の世界を、後半は前半にくらべてハイテクな都会を冒険する。
ステージ2、4、6、8では、竜巻をとばすことができる、特殊ヘリリン「ヘリブルーン」を使う。
ワンダープラネット
前半は不思議な宇宙の世界、後半は万華鏡のような世界を冒険する。
ステージ2、4、6、8では、ショットを連射することができる、特殊ヘリリン「ヘリビビューン」を使う。